# Paragorgiidae
Paragorgiidae Kükenthal, 1916 è una famiglia di octocoralli dell'ordine Alcyonacea.

## Descrizione
Paragorgiidae comprende due generi e una ventina di specie di gorgonie con polipi dimorfici (autozoidi per alimentazione e sifonozoidi per la riproduzione) e una medulla assiale formata da scleriti liberi. Una recente analisi cladistica suggerisce che la famiglia sia monofiletica.
Queste gorgonie formano colonie a forma di ventaglio o arborescenti. I polipi formano dei gruppi alle estremità dei rami. Alcune specie raggiungono una altezza di 5-6 metri e formano delle foreste sottomarine su fondali rocciosi o misti sabbia-roccia. Sono anche detti coralli bubble-gum per la forma e raggruppamento dei polipi che ricordano appunto le bolle che è possibile fare con la gomma da masticare.
Le specie di questa famiglia si sviluppano in acque profonde (fra 200 e 1500 m di profondità) e sono diffuse in tutti gli oceani del mondo, ma non sono presenti nel Mediterraneo. Alcune specie possono adattarsi anche a zone più superficiali.

## Tassonomia
La famiglia è composta dai seguenti generi:
- Paragorgia Milne Edwards, 1857
- Sibogagorgia Stiasny, 1937